# Зоран Зекич
Зоран Зекич (хорв. Zoran Zekić, нар. 29 квітня 1974, Осієк) — хорватський футболіст, що грав на позиції нападника. Виступав за низку хорватських і закордонних клубів. По завершенні ігрової кар'єри — футбольний тренер. З 2024 року очолює тренерський штаб команди «Сараєво». Як тренер — дворазовий володар Кубка Молдови, чемпіон Молдови, володар Кубка Боснії і Герцеговини.

## Ігрова кар'єра
Зоран Зекич народився 1974 року в місті Осієк, та є вихованцем футбольної школи клубу «Осієк». У 1992 році розпочав грати в основній команді клубу, в якій грав до 1996 року, проте за цей час зіграв лише 6 матчів чемпіонату. У 1996 році Зекич перейшов до клубу «Цибалія», в якому став одним із кращих бомбардирів, відзначившись до 1998 року 16 голами в 32 проведених матчах. З 1998 до 1999 року футболіст грав у нижчоліговому німецькому клубі «Пфуллендорф», а в другій половині 1999 року в нижчоліговому хорватському клубі «Оток».
На початку 2000 року Зоран Зекич став гравцем боснійського клубу «Сараєво», а в другій половині року перейшов до хорватського клубу «Камен Інград», у якому відзначився високою результативністю, забивши 25 голів у 25 проведених за клуб матчах. У 2001—2002 роках нападник грав у клубі «Задар», у якому також проявив свої бомбардирські здібності, після чого знову став гравцем клубу «Камен Інград».
На початку 2004 року Зоран Зекич став гравцем ізраїльського клубу «Маккабі» (Хайфа), проте зіграв у ньому лише 9 матчів, та повернувся на батьківщину до клубу «Динамо» (Загреб), де, втім, також не став гравцем основного складу. На початку 2005 року футболіст перейшов до клубу «Інтер» (Запрешич), а в середині року став гравцем клубу «Рієка», утім уже на початку 2006 року повернувся до клубу із Запрешича. У 2006—007 роках нападник удруге за кар'єру грав у клубі «Цибалія», після чого в 2007—2008 роках грав у складі клубу «Істра 1961». У другій половині 2008 року Зекич грав у складі клубу «Сегеста», а на початку 2009 року виступав у клубі «Мославіна». З 2009 до 2010 року футболіст грав у складі клубу «Лучко», а закінчував виступи як футболіст вже на посаді граючого тренера клубу «Максимир» у 2010—2011 роках.

## Кар'єра тренера
Зоран Зекич розпочав тренерську кар'єру, ще продовжуючи грати на полі, в 2010 році ставши граючим тренером клубу «Максимир», а з 2011 по 2013 року очолював тренерський штаб клубу. У 2013 році Зекич працював аситентом головного тренера в клубі «Сесвете», але ще в цьому ж році він очолив другу команду тираспольського «Шерифа», а в 2014 році очолив головну команду молдовського клубу. На чолі «Шерифа» хорватський спеціаліст став володарем Кубка Молдови.
У 2015 році Зекич вирішив повернутися на батьківщину, де до 2019 року очолював тренерський штаб клубу «Осієк». У 2019 році хорватський тренер удруге в кар'єрі очолив клубк «Шериф», з яким удруге став володарем Кубка Молдови, а також здобув із командою звання чемпіон Молдови. У 2020 році Зекич залишив тираспольський клуб.
У 2021 році хорватський фахівець очолив угорський клуб «Діошдьйор», а в 2021—2023 роках очолював хорватський клуб «Славен Белупо». У 2023 році Зекич спочатку працював у албанському клубі «Партизані», а пізніше вдруге за кар'єру очолив клуб «Осієк»..
З 2024 року Зоран Зекич очолює тренерський штаб команди «Сараєво». На чолі клубу хорватський тренер у сезоні 2024—2025 років здобув титул володаря Кубка Боснії і Герцеговини.

## Титули і досягнення

### Як тренера
- Володар Кубка Молдови (2):

«Шериф»: 2014–2015, 2018–2019
- Чемпіон Молдови (1):

«Шериф»: 2019
- Володар Кубка Боснії і Герцеговини (1):

«Сараєво»: 2024–2025